# Huldrych Zwingli
Huldrych Zwingli (ook Ulrich Zwingli) (Wildhaus, 1 januari 1484 – Kappel am Albis, 11 oktober 1531) was een van de leiders van de Zwitserse Reformatie. Min of meer onafhankelijk van Maarten Luther kwam hij  door het bestuderen van de Bijbel vanuit humanistisch oogpunt tot vergelijkbare conclusies aangaande kerk en geloof.

## Levensloop

### Jeugd
Zwingli werd geboren als zoon van een rijke boer in Wildhaus, kanton Sankt Gallen. Zijn eerste onderricht kreeg hij in Weesen onder leiding van zijn oom Bartolomeus. Hij studeerde verder in Bern, Wenen en uiteindelijk Bazel. Zwingli was meervoudig begaafd en blonk uit in muziek, filosofie en talen. Hij verwierf de graad van Magister in de theologie in 1506.

### Priesterschap
Vlak voor het behalen van zijn graad in de theologie werd Zwingli pastoor in Glarus. Hij bleef hier tien jaar. Hij begon aan de studie van het Grieks, en later ook Hebreeuws. In deze periode kwam Zwingli onder invloed van de humanist Erasmus, die hij ook persoonlijk ontmoette tijdens diens verblijf in Basel van 1514-1516. 
In de 16e eeuw was het gebruik van Zwitserse huurlingen gemeengoed in Europa. Zwingli keerde zich hier later tegen, maar was in zijn beginjaren aalmoezenier of proost in het Paapse leger. Toen hij tegen deze zelfverhuring optrad moest hij weg als pastoor, waarna hij in 1516 priester werd in het bedevaartsklooster van Einsiedeln. Vanwege zijn bezwaren tegen buitenlandse militaire dienst, zijn reputatie als een talentvol preker en zijn academische verdiensten, werd Zwingli in 1518 benoemd tot priester in de Grossmünster-kerk in Zürich. 

### Breuk met de Rooms-Katholieke Kerk
Als priester in de Grossmünsterkerk begon Zwingli openlijk vraagtekens te zetten bij de opvattingen van de Katholieke Kerk. Hij begon een prekenserie over het Evangelie van Mattheüs, gebaseerd op Erasmus' uitgave van het Griekse Nieuwe Testament. Toen in 1519 een priester aflaten kwam verkopen in Zürich, keerde Zwingli zich tegen deze praktijk. Dat hij hierbij beïnvloed werd door Luther's aanval op de aflaat ligt erg voor de hand, maar is door Zwingli zelf ontkend. In 1520 brak Zwingli met Rome en keerde zich  tegen het huurlingensysteem. In 1522 begon Zwingli de kerk, de liturgie en het christelijke geloof effectief te hervormen. Zijn eerste reformatorische geschrift, Vom Erkiesen und Fryheit der Spysen, werd gepubliceerd tijdens een dispuut over het kerkelijk recht aangaande de plicht tot vasten. Zwingli ondersteunde de arbeiders van de drukker Christoph Froschauer, toen die tijdens de Vasten ostentatief worst waren gaan eten. Deze daad staat bekend als het Zürcher Wurstessen. Volgens Zwingli was vasten geen goddelijk gebod, maar een menselijke regel. Aangezien alleen de Bijbel en niet de tradities van de kerk de bron zijn van het geloof, kan vasten nooit opgelegd worden aan een christen. Hij publiceerde deze gedachten in Archeteles. In een reeks disputaties wist hij vervolgens het stadsbestuur te overtuigen om de hervorming van de Kerk te ondersteunen, ook tegen de wil van de bisschop in.

### Huwelijk
Zwingli was van mening dat het zonder een buitengewone Goddelijke zegen onmogelijk was voor een priester om zich aan het celibaat te houden. In het voorjaar van 1522 trouwde hij in het geheim met Anna Reinhart. Zij was een weduwe met drie kinderen. Zwingli vierde zijn huwelijk op 2 april 1524 in een openbare kerkdienst. Anna kreeg samen met Zwingli nog vier kinderen tussen 1526 en 1530.

### Reformatie in Zürich
Zwingli's radicale volgelingen maakten gebruik van de situatie in Zürich om afbeeldingen en beelden uit de kerken te verwijderen, de liturgie te veranderen en de mis te versoberen. Tegen het einde van 1524 waren de kloosters afgeschaft. Van 1526 tot 1531 werd Zwingli's vertaling van de Bijbel, de Froschauer Bijbel, gedrukt. Deze vertaling was het resultaat van Zwingli's opvatting dat de hele Bijbel vanuit de grondtalen moest worden verstaan. Hiertoe organiseerde hij met behulp van taalgeleerden bijbelstudiebijeenkomsten om tot een juiste lezing en interpretatie van de Bijbel te komen. Voor de Hebreeuwse bijbel deed hij hiervoor o.a. beroep op Konrad Pellikan. De bijeenkomsten waar dit gebeurde noemde hij de Prophezei. Op de donderdag in de Goede Week van 1525 werd de eucharistie voor het eerst gevierd volgens Zwingli's nieuwe liturgie. De mannen en vrouwen zaten toen aan weerszijden van de kerk langs een lange tafel, waarop brood op houten borden en wijn in houten bekers stonden. Het verschil met het katholieke heilige misoffer was zeer groot, maar Zwingli's optreden wekte geen volksopstand op. In hetzelfde jaar kreeg Zwingli de eretitel Antistes.

### Politiek
De nieuwe opvattingen en gebruiken werden echter niet overal zonder tegenstand ingevoerd. De eerste oppositie kwam uit de  groep van zijn volgelingen. De boeren konden geen grond vinden in de Bijbel - de enige bron van geloof - waarom zij moesten bijdragen aan de belastingen, tienden en huur van hun heren en weigerden daarom dit nog langer te doen. Dit leidde tot burgerlijke ongehoorzaamheid en de opstand werd pas beslecht na lange onderhandelingen en enkele concessies van de overheid. Bij de anabaptisten waren de problemen niet zo makkelijk opgelost. Hun interpretatie van de Bijbel en de opvatting over de geloofsdoop, die zij van Zwingli zelf hadden geleerd, leidde ertoe dat zij de kinderdoop verwierpen en van de kerk in Zürich eisten dat die doop ook niet langer zou worden bediend. Zwingli schrok van hun radicalisme en keerde zich tegen hen. Hij ondersteunde actief hun vervolging, die er toe leidde dat een aantal van hen werden gedood. Ondertussen werkte in Sankt Gallen burgemeester Joachim Vadian om Zwingli's belangen te behartigen. Hetzelfde deden dr. Sebastiaan Hofmeister in Schaffhausen en Johann Oecolampadius in Bazel. Zwingli ging zelf naar Bern. De nieuwe leerstellingen werden zo al snel ingevoerd in gebieden die eerst huiverig waren geweest voor de nieuwe ideeën. Zwingli kon nu verwijzen naar de successen in de andere gebieden. Hij verzekerde de positie van zijn hervormingen in de Christelijke Burgerlijke Rechten, waarover Zürich overeenstemming bereikte met de steden van Konstanz (1527), Bern en Sankt Gallen (1528), Biel, Mülhausen en Schaffhausen (1529).

### Reactie
Terwijl een deel van Zwitserland overging naar het protestantisme, bleven de kantons van Uri, Schwyz, Unterwalden, Luzern, Zug en Fribourg loyaal aan de Rooms-Katholieke Kerk. Zij boden felle tegenstand aan Zwingli. Dit hield echter niet in dat de katholieke kantons geheel tevreden waren met de toenmalige toestand van de geestelijkheid en de kerk. Zij streden om misbruiken en gebrek aan discipline uit te bannen. In 1525 eisten zij disciplinaire (niet-leerstellige) hervormingen van de kerk in de geest van het Vijfde Lateraans Concilie, maar zij vonden daarvoor geen medestanders. Van 21 mei tot 8 juni 1526 organiseerden zij in Baden een publiek debat tussen de aanhangers van de oude" en "nieuwe" kerk, waarvoor zij dr. Johannes Eck uitnodigden. Hoewel Zwingli het debat niet bijwoonde, had hij dagelijks contact met de vertegenwoordigers uit Zürich en gaf hij hun instructies. Beide zijden beweerden uiteindelijk het debat gewonnen te hebben.
Om de rooms-katholieke kantons te bewegen de nieuwe doctrines te aanvaarden, spoorde Zwingli de overige kantons aan tot een burgeroorlog. Hij slaagde erin Zürich de oorlog te laten verklaren aan de rooms-katholieke kantons. Deze hadden echter uit verdediging een pact gesloten met het katholieke Habsburgse Oostenrijk (1529), de Christelijke Unie. Op het cruciale moment kregen zij echter geen steun. Bern bleek gematigder dan Zürich en de burgeroorlog eindigde met een vredesverdrag. Dit verdrag was echter niet in het voordeel van de rooms-katholieken.

### Burgeroorlog en Zwingli's dood
De Zwitserse Bondsstaat was geen gecentraliseerde staat, maar een samenwerkingsverband tussen kantons die het slechts over enkele dingen eens waren, hoofdzakelijk over de wens onafhankelijk te blijven van het Heilige Roomse Rijk. Toen de rooms-katholieke kantons aanstalten maakten een alliantie te vormen met keizer Karel V, stelde Zwingli voor hun de oorlog te verklaren om dit te voorkomen. Zijn oorlogsdrift werd echter niet door alle protestanten gesteund en de andere kantons besloten economische strafmaatregelen te nemen tegen de rooms-katholieke kantons.
In oktober 1531 pleegden de rooms-katholieke kantons een gezamenlijke aanval op Zürich. Vanwege de onverwachtheid van de aanval waren de protestanten nauwelijks klaar om zich te verdedigen. Toen het protestantse leger bijeengekomen was, ging Zwingli met hen mee. Hij werd in de veldslag gedood. In Kappel werd het leger van Zürich definitief verslagen en werd de Vrede van Kappel getekend.

## Theologie
Zwingli heeft veel invloed gehad op de Reformatie. Met name zijn opvatting over de tegenwoordigheid van Jezus Christus in de tekenen van het Heilige Avondmaal heeft veel invloed gehad, juist omdat ze is bestreden. Hij zag het Avondmaal als een herinneringsmaaltijd, waarbij de beide elementen (brood en wijn)  'symbolisch' verwijzen naar het lichaam en bloed van Christus. Zwingli bedoelde dit echter niet als een miskenning van de realiteit van Christus' aanwezigheid. Ook een geestelijke presentie is reëel. Hij zag Christus ook niet enkel in brood en wijn, maar juist in de gemeenschap van gelovigen die rond de tafel samenkwam. Zwingli zag een duidelijke link tussen de instellingswoorden 'Doet dit tot mijn gedachtenis' van Jezus en de gedachtenismaaltijd van het Joodse Pascha, waarin de verlossing uit Egypte werd gevierd. Enige andere onderwerpen waarin hij een stem heeft gehad, zijn:
- De bestudering van de Bijbel in de grondtalen.
- Het afschaffen van de aflaat
- Het afschaffen van het celibaat
- Het verbreken van de verplichting tot vasten
- De versobering van de liturgie